# Pitcairnia ensifolia
Pitcairnia ensifolia là một loài thực vật có hoa trong họ Bromeliaceae. Loài này được Mez miêu tả khoa học đầu tiên năm 1894.